# 우주항공로
우주항공로(Ujuhanggong-ro)는 전라남도 고흥군 도양읍 녹동항과 보성군 벌교읍 석거리재터널을 잇는 전라남도의 도로이다.

## 역사
- 1993년 1월 19일 : 고흥우회도로(고흥군 고흥읍 호형리 ~ 남계리) 1.68km 구간 개통[1]
- 1994년 12월 15일 : 고흥군 포두면 옥강리 ~ 동일면 백양리 4.92km 구간 개통[2]
- 2000년 7월 31일 : 고흥군 포두면 길두리 520m 구간 개량 개통, 기존 500m 구간 폐지[3]
- 2007년 9월 21일 : 고흥군 도양읍 봉암리 ~ 풍양면 고옥리 9.8km 구간 및 고흥군 풍양면 고옥리 ~ 고흥읍 남계리 9.1km 구간 부분 개통[4]
- 2007년 12월 11일 : 고흥군 도양읍 봉암리 ~ 풍양면 고옥리 9.8km 구간과 고흥군 풍양면 고옥리 ~ 고흥읍 호형리 9.1km 구간 확장 개통, 기존 고흥군 도양읍 용정리 ~ 고옥리 8.0km 구간과 고흥군 풍양면 고옥리 ~ 고흥읍 등암리 8.0km 구간 폐지[5]
- 2009년 1월 12일 : 벌교 ~ 주암간 도로(보성군 벌교읍 고읍리 ~ 순천시 송광면 이읍리) 14.25km 구간을 자동차 전용도로로 지정[6]
- 2009년 7월 3일 : 2개 이상 시·군에 걸쳐 있는 광역도로로 우주항공로를 고시[7]
- 2016년 3월 27일 : 벌교 ~ 주암간 도로 1공구(보성군 벌교읍 고읍리 ~ 순천시 외서면 금성리) 10.34km 구간 확장 개통, 기존 12.04km 구간 폐지[8]
- 2017년 8월 3일 : 벌교 ~ 주암간 도로 개설에 따라 도로구간을 보성군 벌교읍 고읍리에서 추동리까지 연장함. 이에 따라 총 연장이 57.0km에서 62.1km로 증가[9]

## 주요 경유지
전라남도
- 고흥군 (도양읍 - 도덕면 - 풍양면 - 고흥읍 - 두원면 - 점암면 - 과역면 - 남양면 - 동강면) - 보성군 벌교읍

## 노선
- (■): 자동차 전용도로 구간

| 이름                                         | 접속 노선                                                        | 소재지 | 소재지 | 비고                                                                                        |
| -------------------------------------------- | ---------------------------------------------------------------- | ------ | ------ | ------------------------------------------------------------------------------------------- |
| 녹동항                                       | 비봉로                                                           | 고흥군 | 도양읍 |                                                                                             |
| 소방서사거리                                 | 녹동1길 녹동신항5길                                              | 고흥군 | 도양읍 |                                                                                             |
| 장미아파트사거리                             | 녹동중앙길                                                       | 고흥군 | 도양읍 |                                                                                             |
| (이름 없음)                                  | 국도 제77호선 (천마로)                                           | 고흥군 | 도양읍 | 국도 제77호선 구간                                                                          |
| 버스터미널삼거리                             | 천마로 번영1길                                                   | 고흥군 | 도양읍 | 국도 제77호선 구간                                                                          |
| 녹동오거리                                   | 비봉로 천마로 비봉뚝길 차경길                                    | 고흥군 | 도양읍 | 국도 제77호선 구간                                                                          |
| 차경사거리                                   | 국도 제27호선 (거금로)                                           | 고흥군 | 도양읍 | 국도 제27, 77호선 구간                                                                      |
| 상유삼거리                                   | 고흥로                                                           | 고흥군 | 도양읍 | 국도 제27, 77호선 구간                                                                      |
| 유전1교 유전2교                              |                                                                  | 고흥군 | 도양읍 | 국도 제27, 77호선 구간                                                                      |
| 유전3교                                      |                                                                  | 고흥군 | 도양읍 | 국도 제27, 77호선 구간                                                                      |
| 도덕면                                       |                                                                  | 고흥군 |        | 국도 제27, 77호선 구간                                                                      |
| 도촌 교차로 (덕흥육교)                       | 고흥로 도촌길                                                    | 고흥군 |        | 국도 제27, 77호선 구간                                                                      |
| 덕흥1교 덕흥2교 외봉교                       |                                                                  | 고흥군 |        | 국도 제27, 77호선 구간                                                                      |
| 도덕 교차로 (신양육교)                       | 고흥로                                                           | 고흥군 |        | 국도 제27, 77호선 구간                                                                      |
| 신양교                                       |                                                                  | 고흥군 |        | 국도 제27, 77호선 구간                                                                      |
| 당두 교차로 (당두육교)                       | 공호길                                                           | 고흥군 | 풍양면 | 국도 제27, 77호선 구간                                                                      |
| 풍양 교차로 (풍양육교)                       | 호산로                                                           | 고흥군 | 풍양면 | 국도 제27, 77호선 구간                                                                      |
| 보천1교 보천2교 보천3교 하림교 상림1교       |                                                                  | 고흥군 | 풍양면 | 국도 제27, 77호선 구간                                                                      |
| 상림 교차로 (상림2교)                        | 지방도 제851호선 (고흥로)                                        | 고흥군 | 풍양면 | 국도 제27, 77호선 구간 벌교 방면 진출 불가 녹동 방면 진입 불가                              |
| 등암천교                                     |                                                                  | 고흥군 | 고흥읍 | 국도 제27, 77호선 구간                                                                      |
| 등암 교차로 (등암육교)                       | 고흥로                                                           | 고흥군 | 고흥읍 | 국도 제27, 77호선 구간                                                                      |
| 등암교                                       |                                                                  | 고흥군 | 고흥읍 | 국도 제27, 77호선 구간                                                                      |
| 봉계 교차로                                  | 봉계2길                                                          | 고흥군 | 고흥읍 | 국도 제27, 77호선 구간                                                                      |
| 호형 교차로 (호형교)                         | 국도 제15호선 국가지원지방도 제15호선 (우주로) 봉동주공길 학교길 | 고흥군 | 고흥읍 | 국도 제15, 27, 77호선 구간 국가지원지방도 제15호선 구간                                     |
| 남계교                                       |                                                                  | 고흥군 | 고흥읍 | 국도 제15, 27, 77호선 구간 국가지원지방도 제15호선 구간                                     |
| 남계 교차로                                  | 고흥로                                                           | 고흥군 | 고흥읍 | 국도 제15, 27, 77호선 구간 국가지원지방도 제15호선 구간                                     |
| 지등 교차로                                  | 고흥로                                                           | 고흥군 | 두원면 | 국도 제15, 27, 77호선 구간 국가지원지방도 제15호선 구간                                     |
| 장항교                                       |                                                                  | 고흥군 | 두원면 | 국도 제15, 27, 77호선 구간 국가지원지방도 제15호선 구간                                     |
| 운대 교차로                                  | 지방도 제830호선 (두원운석길) 고흥로 금오길                      | 고흥군 | 두원면 | 국도 제15, 27, 77호선 구간 국가지원지방도 제15호선 구간                                     |
| 두원교                                       |                                                                  | 고흥군 | 두원면 | 국도 제15, 27, 77호선 구간 국가지원지방도 제15호선 구간                                     |
| 신안 교차로                                  | 고흥로 신안용정길                                                | 고흥군 | 점암면 | 국도 제15, 27, 77호선 구간 국가지원지방도 제15호선 구간                                     |
| 연봉교                                       |                                                                  | 고흥군 | 점암면 | 국도 제15, 27, 77호선 구간 국가지원지방도 제15호선 구간                                     |
| 연봉 교차로                                  | 지방도 제855호선 (해창로) 고흥로                                 | 고흥군 | 점암면 | 국도 제15, 27, 77호선 구간 국가지원지방도 제15호선 구간                                     |
| 석봉 교차로                                  | 과역로                                                           | 고흥군 | 과역면 | 국도 제15, 27, 77호선 구간 국가지원지방도 제15호선 구간                                     |
| 과역 교차로                                  | 고흥로                                                           | 고흥군 | 과역면 | 국도 제15, 27, 77호선 구간 국가지원지방도 제15호선 구간                                     |
| 노송 교차로 (노송교)                         | 고흥로 과역로                                                    | 고흥군 | 과역면 | 국도 제15, 27, 77호선 구간 국가지원지방도 제15호선 구간                                     |
| 대곡교                                       |                                                                  | 고흥군 | 남양면 | 국도 제15, 27, 77호선 구간 국가지원지방도 제15호선 구간                                     |
| 남양 교차로 (남양교)                         | 고흥로 남양로 남양희망길                                         | 고흥군 | 남양면 | 국도 제15, 27, 77호선 구간 국가지원지방도 제15호선 구간                                     |
| 탄포 교차로                                  | 국도 제77호선 (고흥로) 아평길 운교주곡길                         | 고흥군 | 남양면 | 국도 제15, 27, 77호선 구간 국가지원지방도 제15호선 구간                                     |
| 계매 교차로                                  | 고흥로 온동길                                                    | 고흥군 | 동강면 | 국도 제15, 27호선 구간 국가지원지방도 제15호선 구간                                         |
| 유둔2교                                      |                                                                  | 고흥군 | 동강면 | 국도 제15, 27호선 구간 국가지원지방도 제15호선 구간                                         |
| 동강 교차로 (동강1교)                        | 동서로 동강중촌길                                                | 고흥군 | 동강면 | 국도 제15, 27호선 구간 국가지원지방도 제15호선 구간                                         |
| 동강2교 매곡교                               |                                                                  | 고흥군 | 동강면 | 국도 제15, 27호선 구간 국가지원지방도 제15호선 구간                                         |
| 매곡 교차로                                  | 고흥로 동강신정길                                                | 고흥군 | 동강면 | 국도 제15, 27호선 구간 국가지원지방도 제15호선 구간                                         |
| 장덕 교차로                                  | 고흥로                                                           | 고흥군 | 동강면 | 국도 제15, 27호선 구간 국가지원지방도 제15호선 구간 벌교 방면 진출만 가능                   |
| 한천1교                                      |                                                                  | 고흥군 | 동강면 | 국도 제15, 27호선 구간 국가지원지방도 제15호선 구간                                         |
| 한천 교차로                                  | 고흥로                                                           | 고흥군 | 동강면 | 국도 제15, 27호선 구간 국가지원지방도 제15호선 구간 고흥 나들목과 연결                      |
| 안정교                                       |                                                                  | 보성군 | 벌교읍 | 국도 제15, 27호선 구간 국가지원지방도 제15호선 구간                                         |
| 벌교 교차로                                  | 국도 제2호선 지방도 제843호선 (녹색로)                           | 보성군 | 벌교읍 | 국도 제15, 27호선 구간 국가지원지방도 제15호선 구간                                         |
| 벌교터널                                     |                                                                  | 보성군 | 벌교읍 | 국도 제15, 27호선 구간 국가지원지방도 제15호선 구간 연장 720m                               |
| 전동1교                                      |                                                                  | 보성군 | 벌교읍 | 국도 제15, 27호선 구간 국가지원지방도 제15호선 구간                                         |
| 전동 교차로                                  | 채동선로                                                         | 보성군 | 벌교읍 | 국도 제15, 27호선 구간 국가지원지방도 제15호선 구간 벌교 방면 진입 불가 녹동 방면 진출 불가 |
| 고읍 교차로                                  | 채동선로                                                         | 보성군 | 벌교읍 | 국도 제15, 27호선 구간 국가지원지방도 제15호선 구간 벌교 방면 진입 불가 녹동 방면 진출 불가 |
| 벌교천교                                     |                                                                  | 보성군 | 벌교읍 | 국도 제15, 27호선 구간 국가지원지방도 제15호선 구간                                         |
| 낙성 교차로                                  | 채동선로 벌교중흥길 벌교지동길                                   | 보성군 | 벌교읍 | 국도 제15, 27호선 구간 국가지원지방도 제15호선 구간 벌교 방면 진출 불가 녹동 방면 진입 불가 |
| 용동교 동산교 행정교 추동1교 추동2교 추동3교 |                                                                  | 보성군 | 벌교읍 | 국도 제15, 27호선 구간 국가지원지방도 제15호선 구간                                         |
| 석거리재터널                                 |                                                                  | 보성군 | 벌교읍 | 국도 제15, 27호선 구간 국가지원지방도 제15호선 구간 연장 540m                               |
| 조계산로와 직결                              |                                                                  |        |        |                                                                                             |

## 주요 건물 및 시설
- 김태영축구장 (전라남도 고흥군 도양읍 우주항공로 229)
- 탄포치안센터 (전라남도 고흥군 남양면 우주항공로 4070)